# Claude Goudimel

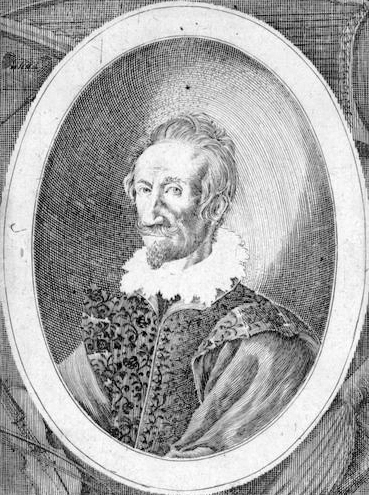
Claude Goudimel, Bildnis aus dem 17. Jahrhundert

Claude Goudimel (* um 1514 in Besançon; † um den 29. August 1572 in Lyon) war ein französischer Komponist der Renaissance.

## Leben und Wirken
Über die Abstammung und die frühe Zeit von Claude Goudimel sind keine Informationen überliefert. Er studierte wahrscheinlich ab 1549 an der Universität von Paris bis 1557; im Verlagshaus von Nicolas Du Chemin (1520–1576) bekam er 1551 das Amt eines Korrektors und wurde 1553 Teilhaber des Verlags. Im Jahr 1551 erschien hier auch sein erstes Buch mit motettischen Psalmbearbeitungen und zwischen 1549 und 1554 seine ersten Chansons. Der Verleger veröffentlichte bis 1548 keine Musikdrucke, bekam aber dann ein sechs Jahre dauerndes Privileg für die Herausgabe von Musik. Insofern wurde die Zusammenarbeit mit ihm für Goudimel sehr bedeutsam. Der Komponist lebte ab 1557 bis etwa 1567 in Metz; dort schloss er sich nach den 1569 ausgebrochenen Unruhen der protestantischen Glaubensbewegung der Hugenotten an, welche die Stadt dann verließen. In seiner fruchtbarsten Periode zwischen 1551 und 1558 schrieb er die meisten seiner Psalmen, Chansons, Motetten und Messen. Gesichert ist sein Aufenthalt in Lyon im Mai 1572. Er hatte sein Gesamtwerk der mehrstimmigen Psalmen-Vertonung auf einen gewissen Stand gebracht, aber noch nicht abgeschlossen. In Lyon kam es im Zuge der Hugenottenverfolgung vom 28. bis 31. August 1572 zu dem als Bartholomäusnacht bekannten Ereignis, bei dem weit über 1000 Personen hugenottischen Glaubens ermordet wurden; auch Claude Goudimel verlor hier sein Leben. Der Lyoner Pfarrer Jean Rigaud stellte in seinem Diskurs die unvollendete motettische Bearbeitung der Genfer Psalmmelodien seitens Goudimel als Folge der Bartholomäusnacht dar.

## Bedeutung
Claude Goudimel war hoch gebildet und hatte nie ein öffentliches Amt. Er hat die Melodien des Genfer Psalters drei Mal mehrstimmig vertont. Die zuerst begonnene Vertonung (1551 bis 1566) besteht aus acht Büchern mit 67 groß angelegten drei- bis sechsstimmigen Motetten, welche die Texte in ganzer Länge bringen; die vorgegebenen Melodien sind infolge der freien Verarbeitung fragmentarisch auf die einzelnen Stimmen verteilt. Ergänzt werden die Psalm-Motetten durch das Zehn-Gebote-Lied und den Lobgesang des Simeon, die zum Genfer Psalter dazugehören. Diese Vertonung ist wegen des vorzeitigen Todes des Komponisten unvollendet geblieben (67 von 150 Psalmen). Die zweite Fassung von 1568 ist ebenfalls im motettischen Stil geschrieben; es wurde nur jeweils der 1. Psalmvers vertont. Die meist unveränderten Melodien des Genfer Psalters erscheinen hier meistens in der obersten Stimme, zum kleineren Teil im Tenor, und werden in aufgelockerter Satzweise durch Imitation und Vorimitation in den Nebenstimmen etwas knapper als bei der ersten Vertonung dargestellt (contrapunctus floridus). Eine vollständige Version dieser Fassung ist in einem Genfer Nachdruck von Pierre de Saint André von 1580 überliefert.
Die bekannteste Fassung der Psalmvertonungen Goudimels ist die dritte Version von 1564, die großenteils im einfachen Satz Note gegen Note geschrieben ist (contrapunctus simplex), mit der Melodie meist im Tenor, nur in 17 Fällen in der Oberstimme. Eine vollständige Ausfertigung ist in dem Genfer Nachdruck von 1565 überliefert, durch den Namen des Verlegers als „Jaqui-Psalter“ bekannt. Diese Version wurde zur Grundlage der bekannten deutschen Fassung mit der Übersetzung durch Ambrosius Lobwasser, „Psalter deß Königlichen Propheten Dauids“, Leipzig 1573. In dieser Form fand der Genfer Psalter nicht nur Eingang in den reformierten Gottesdienst, sondern auch vereinzelt in die lutherische Kirchenmusik. Einer dieser Liedsätze befindet sich im heutigen Evangelischen Gesangbuch von 1994 unter Nr. 140.

## Werke
- Messen
  - Missa „Il ne se treuve en amitié“ zu vier Stimmen, Paris 1551 bei Du Chemin
  - 4 weitere Messen zu vier Stimmen, Paris 1558 bei Le Roy & Ballard
- Psalmvertonungen
  - 8 Bücher „Pseaumes de David […] mis en musique au long (en forme de motetz)“ zu drei bis sechs Stimmen, Paris 1551–1566; das 5. Buch ist unvollständig
  - „Les CL Pseaumes de David […] mis en Musique à quatre parties par C. Goudimel“, Paris 1564 und 1565, Genf 1565 (héretiers de Fr. Jaqui)
  - „Les Cent cinquante Pseaumes de David“, Paris 1568, Genf 1580
- Magnificats
  - Magnificat primi toni, Paris 1553
  - Magnificat tertii toni, Paris 1557
  - Magnificat octavi toni, Paris 1553
- Sonstige geistliche Werke
  - 10 lateinische Motetten zu drei bis fünf Stimmen, Paris 1551, in Sammeldrucken von Du Chemin
  - 6 geistliche Chansons, Paris 1555, bei Du Chemin
- Weltliche Werke
  - Über 60 weltliche Chansons in Sammeldrucken